# Odkurzone przeboje
Odkurzone przeboje – audycja muzyczna prowadzona w Programie III Polskiego Radia w latach 1970–2008 przez Janusza Kosińskiego. Ostatni raz 
audycja pojawiła się na antenie Programu III 27 lutego 2008 r.
W programie Kosiński przedstawiał utwory polskiej i zagranicznej muzyki rockowej, bluesowej i rock'n'rollowej z lat 50., 60. i 70. XX wieku.
Kontynuacją był przez około pół roku program „Bez kolacji” nadawany o tej samej porze, prowadzony przez Agatę Krysiak (która była stałym gościem Janusza Kosińskiego przez ostatnie ok. pół roku emisji „Odkurzonych przebojów”).